# Blåbröstad kungsfiskare
Blåbröstad kungsfiskare (Halcyon malimbica) är en fågel i familjen kungsfiskare inom ordningen praktfåglar.

## Utseende och läte
Blåbröstad kungsfiskare är en stor och knubbig kungsfiskare i blått, svart och vitt. Arten liknar savannkungsfiskaren, men är större och skiljer sig i fjäderdräkten på svart fläck på ryggen och svart i ett streck bakom ögat samt blått på bröstet. Lätet består av en inledande vissling följt efter en paus av en sorgsam och något fallande serie med "chiew". 

## Utbredning och systematik
Blåbröstad kungsfiskare delas in i fyra underarter:
- Halcyon malimbica malimbica – förekommer i skogar intill floder från Kamerun till Uganda och Zambia
- Halcyon malimbica torquata – förekommer i södra Senegal och Gambia samt från Guinea-Bissau till västligaste Mali
- Halcyon malimbica forbesi – förekommer från Sierra Leone till östra Nigeria och västligaste Kamerun samt på Bioko
- Halcyon malimbica dryas – förekommer på Príncipe och (tidigare) São Tomé (Guineabukten)

## Levnadssätt
Blåbröstad kungsfiskare hittas i regnskog, galleriskog och tätbevuxet skogslandskap. Den påträffas mestadels strax under trädkronorna. Arten är skygg och upptäcks oftast på lätet.

## Status och hot
Arten har ett stort utbredningsområde, men tros minska i antal, dock inte tillräckligt kraftigt för att den ska betraktas som hotad. Internationella naturvårdsunionen IUCN listar arten som livskraftig (LC).

## Bilder

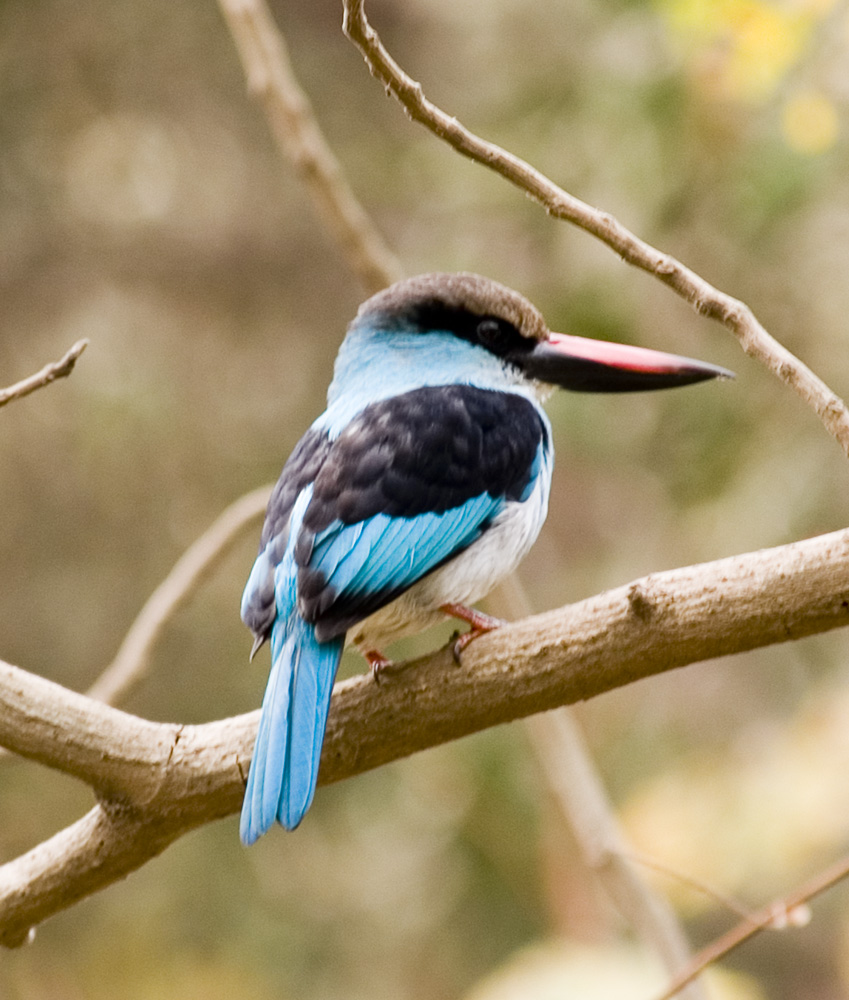
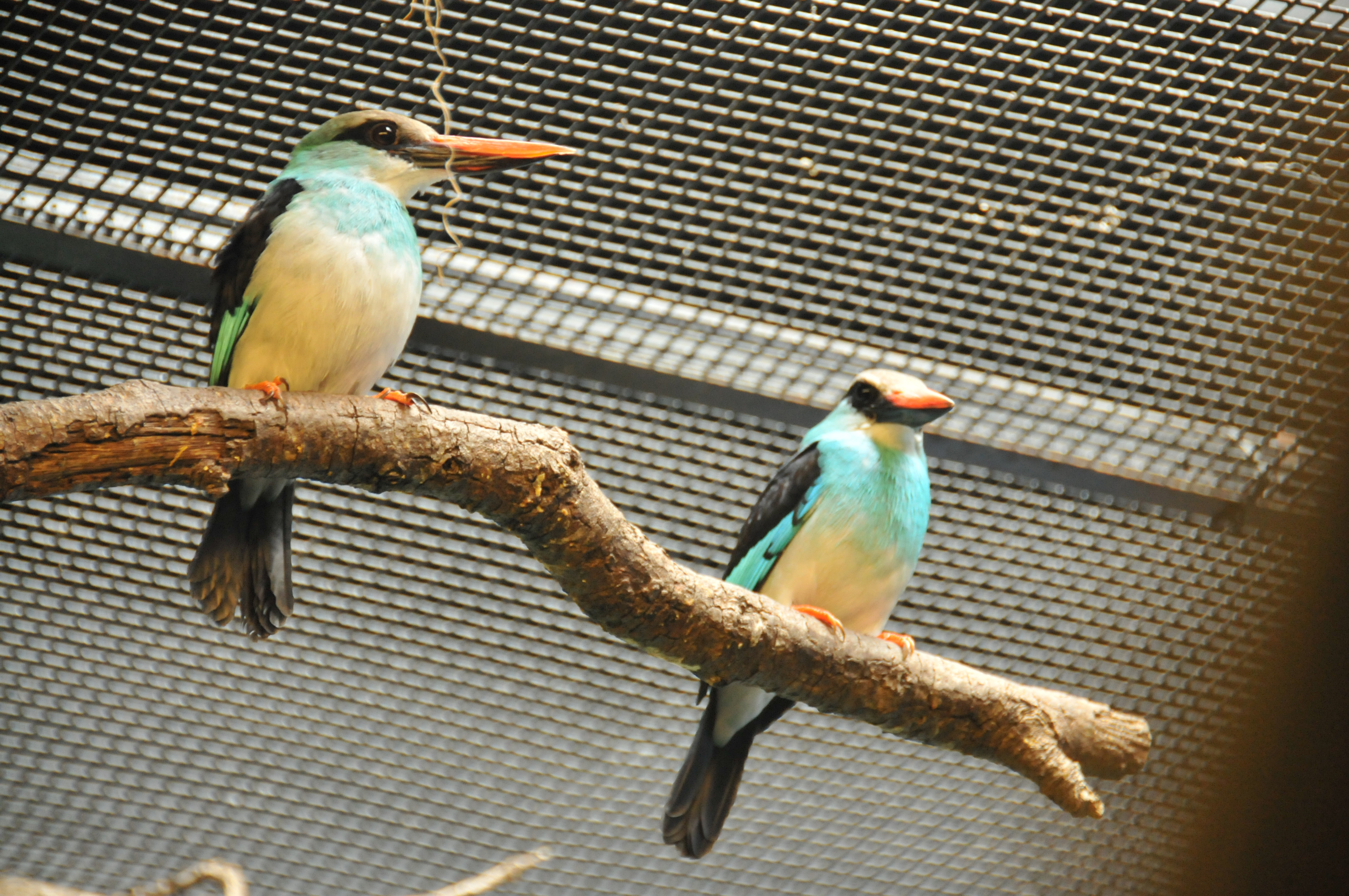
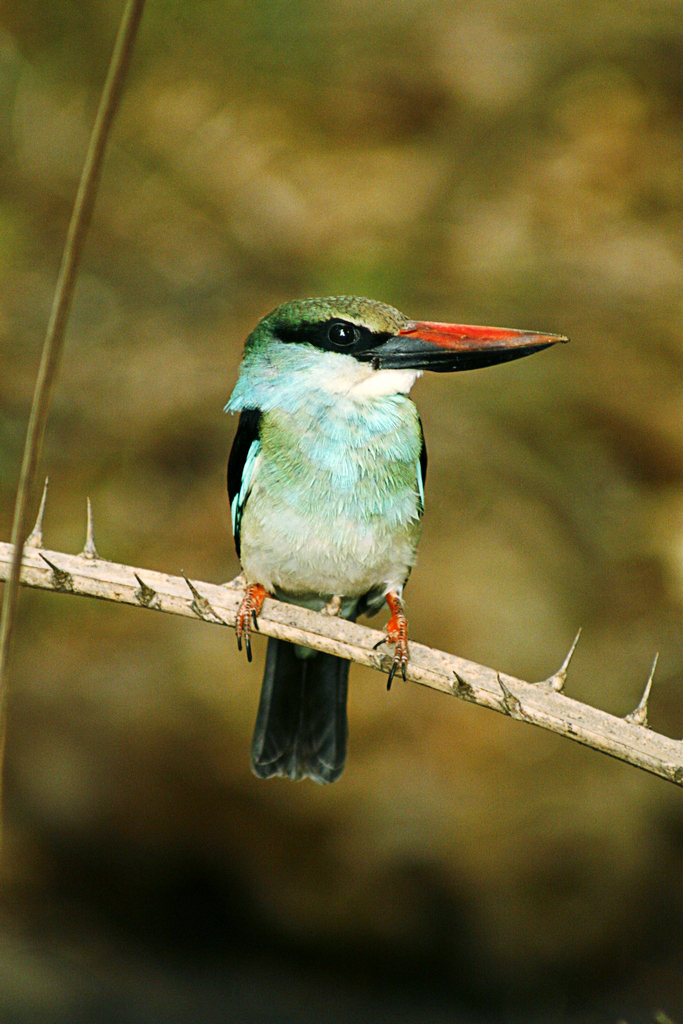
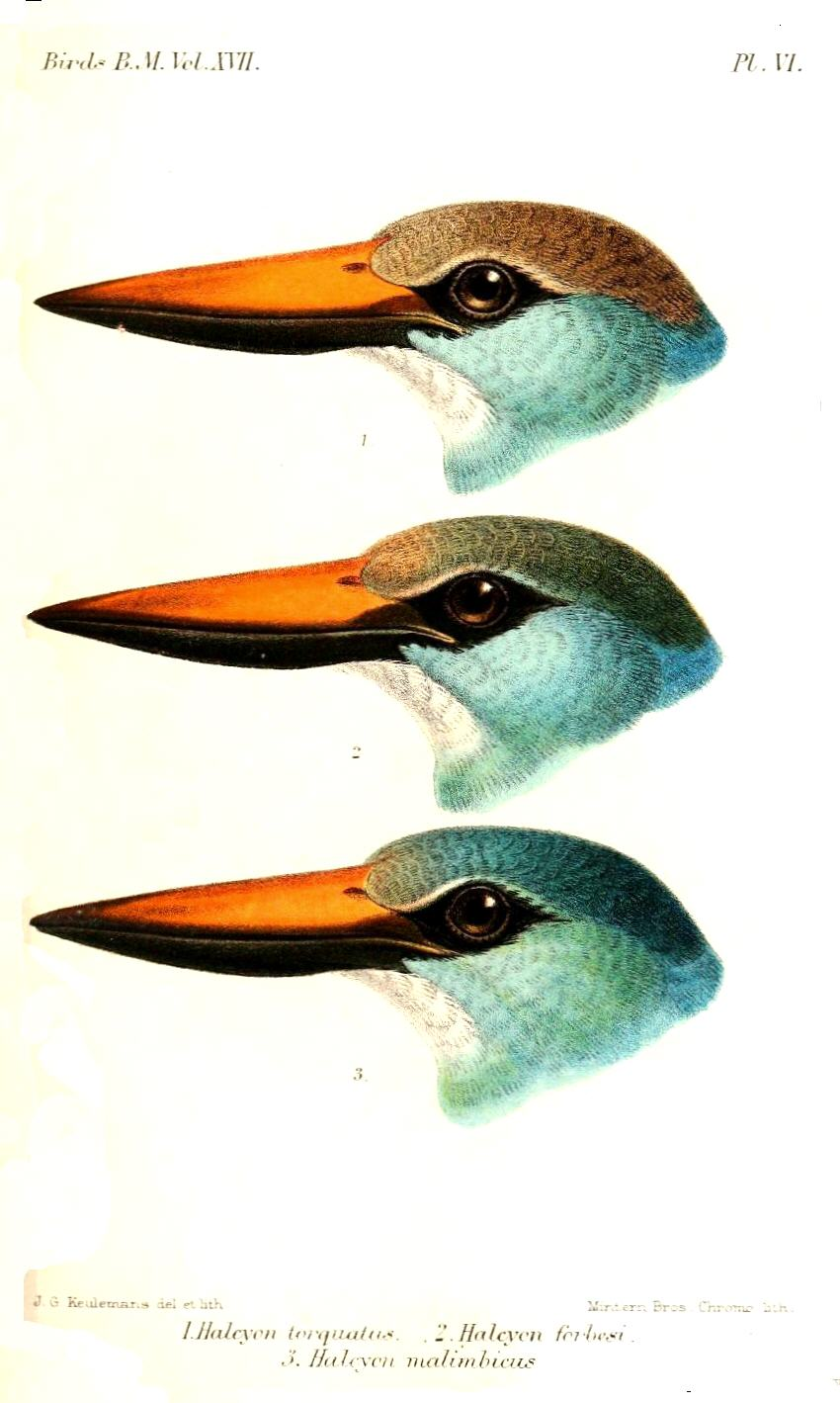